# Erik Valeur
Erik Valeur (Kopenhagen, 2 september 1955) is een Deens journalist en schrijver van misdaadromans.

## Biografie
Erik Viggo Valeur werd in 1955 geboren in Kopenhagen en begon zijn carrière als journalist bij het Deens dagblad Berlingske. In 1985 richtte hij samen met twee collega’s Månedsbladet Press op. Daarna was hij werkzaam bij Danmarks Radio waar hij de documentairegroep leidde van de radiozender P1. Hij ontving samen met Christian Nordkap en Lars Rugaard de Kryger-prisen (1994) en de Calvingprisen (1995) voor hun verslaggeving over de rellen op 3 mei 1993 in Nørrebro naar aanleiding van het  Verdrag van Maastricht. Hij is ook regelmatig mediacommentator bij onder andere de kranten Politiken en Jyllands-Posten. Hij was in 2002 mederedacteur van Magtens Bog, een boek over politieke Deense schandalen waaronder ambtenarenzaken in Randers Kommune ten tijde van Keld Hüttel en de Sontbrug.
In 2011 publiceerde Valeur zijn eerste misdaadroman Det syvende barn, die bekroond werd met de Danske Banks Debutantpris, de Weekendavisens litteraturpris en in 2012 met de DR Romanprisen, de Harald Mogensen-prisen en de Glazen Sleutel.